# Théodore Lacascade
Pour les articles homonymes, voir Lacascade.
Théodore Lacascade, né le 2 janvier 1841 à Saint-François (Guadeloupe) et mort le 6 novembre 1906 à Paris, est un médecin, homme politique et administrateur colonial français.

## Biographie
Théodore Lacascade est le fils de Mondésir Lacascade (1816-1881), esclave affranchi en 1838.
Médecin de la Marine en 1864, Étienne Théodore Mondésir Lacascade est reçu docteur en médecine en 1869 à l'École de santé de Brest, et devient chirurgien.
Il est député de la Guadeloupe de 1875 à 1879, siégeant au groupe de l'Union républicaine. Il est l'un des signataires du Manifeste des 363 qui refusent la confiance au gouvernement de Broglie, le 16 mai 1877. 
Lacascade démissionne en 1879 pour devenir directeur de l'intérieur des établissements français de l'Inde, puis gouverneur des établissements français de l'Océanie en 1887. Il exerce les fonctions de gouverneur de Mayotte de 1893 à 1896.
Il est nommé chevalier de la Légion d'honneur en 1880. Il s’engage par ailleurs dans la franc-maçonnerie.
Il est le père de Suzanne Lacascade.